# ОШ „Момчило Поповић Озрен” Параћин
ОШ „Момчило Поповић Озрен” у Параћину је једна од установа основног образовања на територији општине Параћин.
Школа је основана 1973. године у делу града познатом под називом Глождак. Назив носи по народном хероју Југославије Момчилу Поповићу Озрену.
Поред матичне школе постоје и издвојена одељења у Мириловцу и Лебини. Матична школа располаже са 21 учионицом, мултимедијалним простором и фискултурном салом.